# Ласкате
Ла́скате (латыш. Laskate) — река в Вецпиебалгском крае Латвии.
Река берёт начало к северу от населённого пункта Наурени. Течёт в юго-западном направлении. Впадает в озеро Инесис севернее реки Орисаре.
Ласкате пересекает государственные автомагистрали P33 (Эргли — Яунпиебалга — Салинькрогс) и V305 (Вецпиебалга — Инесис), недалеко от реки располагается посёлок Кидени.